# Resznek
Resznek là một thị trấn thuộc hạt Zala, Hungary. Thị trấn này có diện tích 18,42 km², dân số năm 2010 là 298 người, mật độ 16 người/km².